# Скаляр (фізика)
Ця стаття про фізичне поняття. Про загальніше значення терміна, див. статтю Скаляр
Скалярна величина (лат. scalaris — «східчастий») у фізиці — фізична величина, що набуває числових значень і не характеризується напрямком у просторі (маса тіла та ін.), наприклад довжина, площа, час, температура, робота, сила струму тощо. Тобто скалярна величина визначається тільки своїм значенням, на відміну від вектора, який крім значення має ще і напрям.

## Пояснення
Фізичні величини, які використовують у фізиці для кількісної характеристики фізичних явищ і об'єктів, поділяються на два великі класи: скалярні величини і векторні величини.
До скалярних величин, належать довжина, площа, температура, густина, робота й багато інших. Ці величини характеризуються одним значенням, і для їх позначення зазвичай використовують літери латинського та грецького алфавітів (І, і, р, А тощо). Наприклад, маса тіла — скалярна величина, і якщо ми говоримо, що маса тіла дорівнює двом кілограмам (т = 2 кг), то повністю визначаємо цю величину.
Щоб задати силу або швидкість, треба обов'язково знати, крім числового значення, ще і їхній напрям у просторі, від чого залежить перебіг самого явища. Фізичні величини, які виражають тільки числом, називають скалярними, або скалярами.
Математичні дії зі скалярними величинами визначаються простими правилами арифметики.